# 금지 (종이)

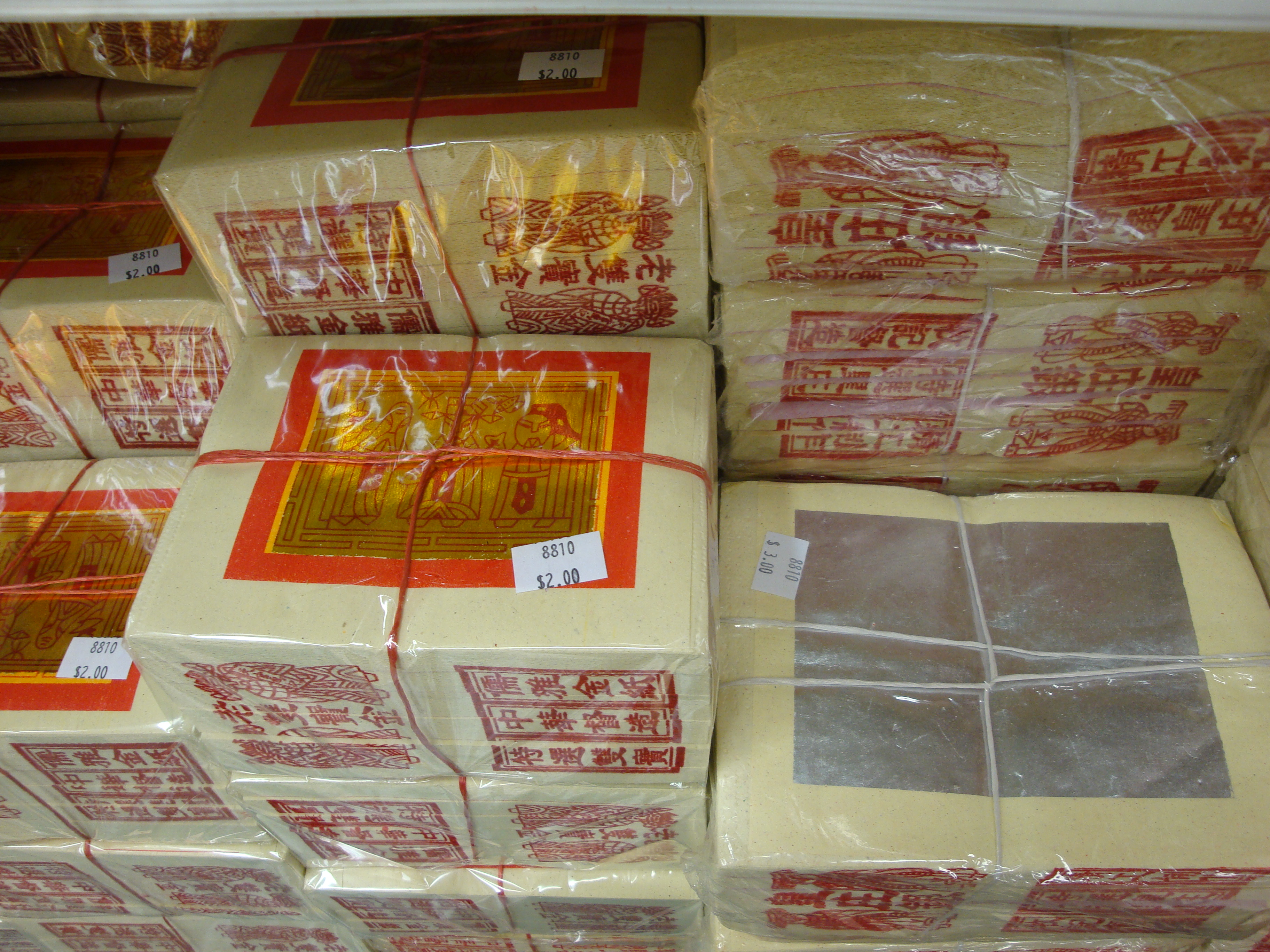

금지(金紙) 또는 조스 페이퍼(Joss paper)는 중국 조상 숭배(예: 명절 및 특별 행사에 사망한 가족 및 친척을 숭배하는 등)에서 흔히 볼 수 있는 번제물로 만든 종이 공예 또는 종이 시트이다. 중국 민간신앙의 신 숭배에서도 비슷한 종류의 종이를 사용한다. 금지와 기타 종이로 만든 물건들도 "고인의 영혼이 내세에서 충분한 수단을 가질 수 있도록" 하기 위해 다양한 아시아 장례식에서 불태우거나 매장된다. 대만에서만 사찰이 종이를 태워 벌어들인 연간 수입은 2014년 기준 4억 달러(대만달러 130억 달러)에 달한다.

## 같이 보기
- 블랙카본
- 미세먼지재활용
- 그을음
- 위패
- 사당
- 종족 (혈연 집단)
- 청명절 (중국), 백중날
- 종교상점